# الحرقة (حبيش)

تعديل مصدري - تعديل

الحرقة محلة تابعة لقرية هجامة، التابعة لعزلة جبل خضراء بمديرية حبيش إحدى مديريات محافظة إب في الجمهورية اليمنية، بلغ تعداد سكانها 23 حسب تعداد اليمن لعام 2004.